# Liste der Bodendenkmale in Halenbeck-Rohlsdorf
In der Liste der Bodendenkmale in Halenbeck-Rohlsdorf sind alle Bodendenkmale der brandenburgischen Gemeinde Halenbeck-Rohlsdorf und ihrer Ortsteile aufgelistet. Grundlage ist die Veröffentlichung der Landesdenkmalliste mit dem Stand vom 31. Dezember 2020.
Die Baudenkmale sind in der Liste der Baudenkmale in Halenbeck-Rohlsdorf aufgeführt.

## Bodendenkmale
| Gemarkung        | Flur | Kurzansprache                                    | Bodendenkmalnummer | Bemerkung | Bild |
| ---------------- | ---- | ------------------------------------------------ | ------------------ | --------- | ---- |
| Rohlsdorf (Lage) | 1    | Dorfkern Neuzeit, Dorfkern deutsches Mittelalter | 111670             |           |      |